# Aromafehler

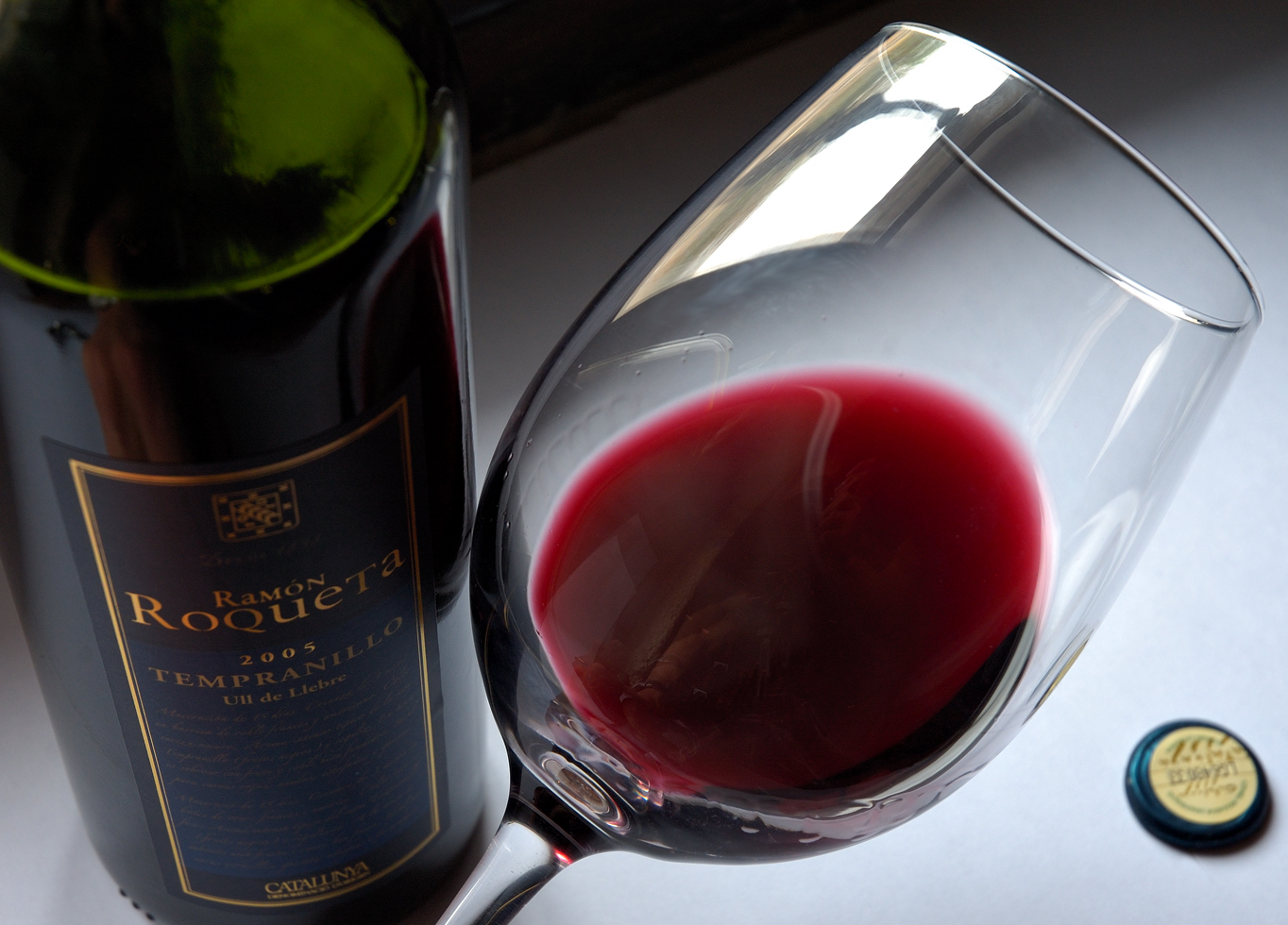
Rotwein – über Fehlaromen im Wein gibt es ganze Bücher

Aromafehler oder Fehlaroma (englisch: off-flavour) wird die Abweichung eines Aromas vom typischen beziehungsweise erwarteten Aroma genannt. Für einige Lebens- und Genussmittel, wie Wein (Weinfehler) oder Bier (Bierfehler) sind zahlreiche verschiedene Fehlaromen inklusive deren Entstehung bekannt.

## Entstehung von Fehlaromen

Strukturformel von 3-Methyl-2-buten-1-thiol: Erwünscht im Röstaroma von Kaffee – sorgt für Fehlaroma im Bier

Es gibt verschiedene Gründe für die Entstehung von Fehlaromen, die sich in zwei Hauptgruppen unterscheiden lassen.
Einerseits kann auch das natürliche Aromaprofil verschoben sein, wenn charakteristische Schlüsselaromen fehlen, oder sich die Konzentrationen verschiedener Aromastoffe unterscheiden.  Andererseits können Fehlaromen auf die Anwesenheit von (Fehl-)Aromastoffen zurückgehen, die normalerweise nicht in einem Lebensmittel vorhanden sind. Das ist in der Regel der Fall. Dabei ist zu beachten, dass ein Aromastoff in einem Lebensmittel wichtig für ein gutes Aroma sein kann, während er in einem anderen Lebensmittel als Fehlaroma wahrgenommen wird.
Mögliche Ursachen für die Fehlaromabildung sind Fehler bei der Erzeugung, Verarbeitung  und Lagerung von Lebensmitteln.
In der Erzeugung können z. B. mangelhafte Tierfuttermittel für spätere Fehlaromen sorgen. Bei der Verarbeitung können beispielsweise Kontamination auftreten oder Verfahrensfehler, etwa wenn die Temperatur bei einer Fermentation falsch gewählt wird. Bei falscher oder zu langer Lagerung kann es zu mikrobiellem Verderb oder zu Oxidationsprozessen durch Anwesenheit von Licht oder Luft kommen. Außerdem können durch ungeeignete Verpackungen Aromastoffe aus dem Lebensmittel austreten oder Fehlaromastoffe eintreten.

## Typische Fehlaromen
Eine Auswahl an Fehlaromen mit den verantwortlichen Aromastoffen und Vorkommen sind in der folgenden Tabelle angegeben.
| Fehlaromastoff           | Geschmacksnote     | Auftreten                           |
| ------------------------ | ------------------ | ----------------------------------- |
| 3-Methyl-2-buten-1-thiol | Lichtgeschmack     | Bier                                |
| Methional                | Lichtgeschmack     | Milch                               |
| 1-Octen-3-on             | metallisch, pilzig | Butterfett                          |
| Sotolon                  | verbrannt, würzig  | Zitrusgetränke                      |
| Skatol                   | fäkalartig         | Eberfleisch                         |
| Benzothiazol             | gummiartig         | gekochte Milch                      |
| Geosmin                  | muffig, erdig      | Lebensmittel aus dem Wasser, Weizen |